# 12354 Hemmerechts
A 12354 Hemmerechts (ideiglenes jelöléssel 1993 QD3) a Naprendszer kisbolygóövében található aszteroida. Eric Walter Elst fedezte fel 1993. augusztus 18-án.